# Dryopteris balearica
Dryopteris balearica là một loài dương xỉ trong họ Dryopteridaceae. Loài này được E.Nardi mô tả khoa học đầu tiên năm 1976.
Danh pháp khoa học của loài này chưa được làm sáng tỏ. 